# Округа Самоа
Самоа состоит из 11 итумало (самоан. itūmālō) — округов. Они соответствуют традиционному делению на 11 частей, установившемуся ещё до прибытия европейцев.
Итумало делятся на 41 фаипуле (самоан. faipule). Последние не являются территориальными единицами в административном плане, они используются органами статистики, а также в качестве избирательных округов.

## Округа
| Уполу (включая малые острова)                                           |                 |             |      |           |
| 1                                                                       | Туамасага       | Афега       | 479  | 90 787    |
| 2                                                                       | Аана            | Леулумоега  | 193  | 23 444    |
| 3                                                                       | Аига-и-ле-Таи1) | Мулифануа   | 27   | 4939      |
| 4                                                                       | Атуа2)          | Луфилуфи    | 413  | 22 694    |
| 5                                                                       | Ваа-о-Фоноти    | Самамеа     | 38   | 1636      |
| Савайи                                                                  |                 |             |      |           |
| 6                                                                       | Фаасалелеага    | Сафотулафаи | 266  | 13 403    |
| 7                                                                       | Гагаэмауга3)    | Салеаула    | 223  | 7844      |
| 8                                                                       | Гагаифомауга    | Аопо        | 365  | 4899      |
| 9                                                                       | Ваисигано       | Асау        | 178  | 6573      |
| 10                                                                      | Сатупаитеа      | Сатупаитеа  | 127  | 5467      |
| 11                                                                      | Палаули         | Ваилоа      | 523  | 9317      |
|                                                                         | Самоа           | Апиа        | 2831 | 192 1264) |
| 1) включая острова Маноно, Аполима и Нуулопа                            |                 |             |      |           |
| 2) включая острова Алеипата и остров Нуусафеэ                           |                 |             |      |           |
| 3) меньшая часть — на Уполу (деревни Саламуму (Саламуму-Уту) и Леауваа) |                 |             |      |           |
| 4) вкл. 1123 чел., работающих в учреждениях, без разделения по округам  |                 |             |      |           |

### Эксклавы
Некоторые округа имеют эксклавы; порой части одного округа могут быть географически сильно удалены друг от друга:
- Гагаэмауга: помимо основной части на о-ве Савайи, имеет ещё два эксклава на Уполу (Саламуму и Леауваа)
- Сатупаитеа: состоит из двух удалённых частей на юге о-ва Савайи
- Палаули: аналогично предыдущему
- Аана: состоит из основной части и маленького эксклава (деревня Сатуималуфилуфи)
- Ваа-о-Фоноти: также состоит из основной части и эксклава (деревня Фалеапуна)
- Аига-и-ле-Таи: включает острова Маноно, Аполима и Нуулопа?!
- Атуа: включает острова Алеипата и остров Нуусафеэ[англ.]

## Избирательные округа
Основная статья: Избирательные округа Самоа
Итумало делятся на 41 фаипуле. Последние не несут никакой административной функции, существуют исключительно в качестве избирательных округов. Также их используют органы статистики.
Как и итумало, фаипуле основаны на традиционном делении территории островов Самоа. Например, фаипуле Западный Аноамаа и Восточный Аноамаа существуют в силу традиционного деления местечка Аноамаа на севере округа Атуа.

## Деревни
На местном уровне выделяется 265 деревень. Помимо них, ещё 45 деревень входит в состав столичного округа Апиа. Апиа не имеет общей администрации, руководство деревнями осуществляется на местном уровне.